# Yui Aragaki
Erro Lua em Módulo:Unicode_data na linha 297: attempt to index local 'data_module' (a boolean value). é uma modelo, atriz e cantora japonesa. É a filha mais nova de três meninas.
É muito conhecida no Japão por seus trabalhos como modelo, atriz e dubladora, recentemente se lançou como cantora, tendo seu single de estreia em julho. Seguindo o sucesso de Make my day, Aragaki irá lançar seu segundo single em 15 de outubro. Akai Ito será um cover da dupla Kobukuro, que fez parte de seu segundo mini-álbum Root of my mind. A música será produzida por Kameda Seiji, que já trabalhou com artistas como Chara, YUKI e Shikao Suga. A edição regular do single também irá incluir o clipe de Akai Ito (sua versão) e filmagens bônus. A edição limitada do single irá incluir uma capa ilustrada pela mesma.